# 도야마 지방 철도
도야마 지방 철도 주식회사(일본어: 富山地方鉄道株式会社 도야마치호테쓰도카부시키가이샤[*])는 주로 일본 도야마현 동부에 철도 사업 및 버스 사업을 운영하는 기업이다. 도야마 현에서는 이름을 줄여서 지테쓰(地鉄)라고 불리기도 한다.

## 철도 사업

지테쓰 보유 노선

### 보유하는 철도 노선
다음과 같은 노선들을 보유하고 있다. 총 거리는 100.5 km이다.
- 본선: 전철 도야마 ~ 우나즈키 온천 53.3 km
- 다테야마 선: 데라다 ~ 다테야마 24.2 km
- 후지코시·가미다키 선
  - 후지코시 선: 이나리마치 ~ 미나미토야마 3.3 km
  - 가미다키 선: 미나미토야마 ~ 이와쿠라지 12.4 km
- 노면 전차: 7.3 km

### 보유하는 철도 차량
- 16010형(세이부 철도 5000계 전동차를 개조함.)
- 10030형(게이한 전기 철도 3000계 전동차를 개조함.)
- 14760형
- 10020형
- 14720형
- 쿠하170형
- 데키12021(전기 기관차)
- 7000형(노면 전차)
- 8000형(노면 전차)
- 9000형(노면 전차)

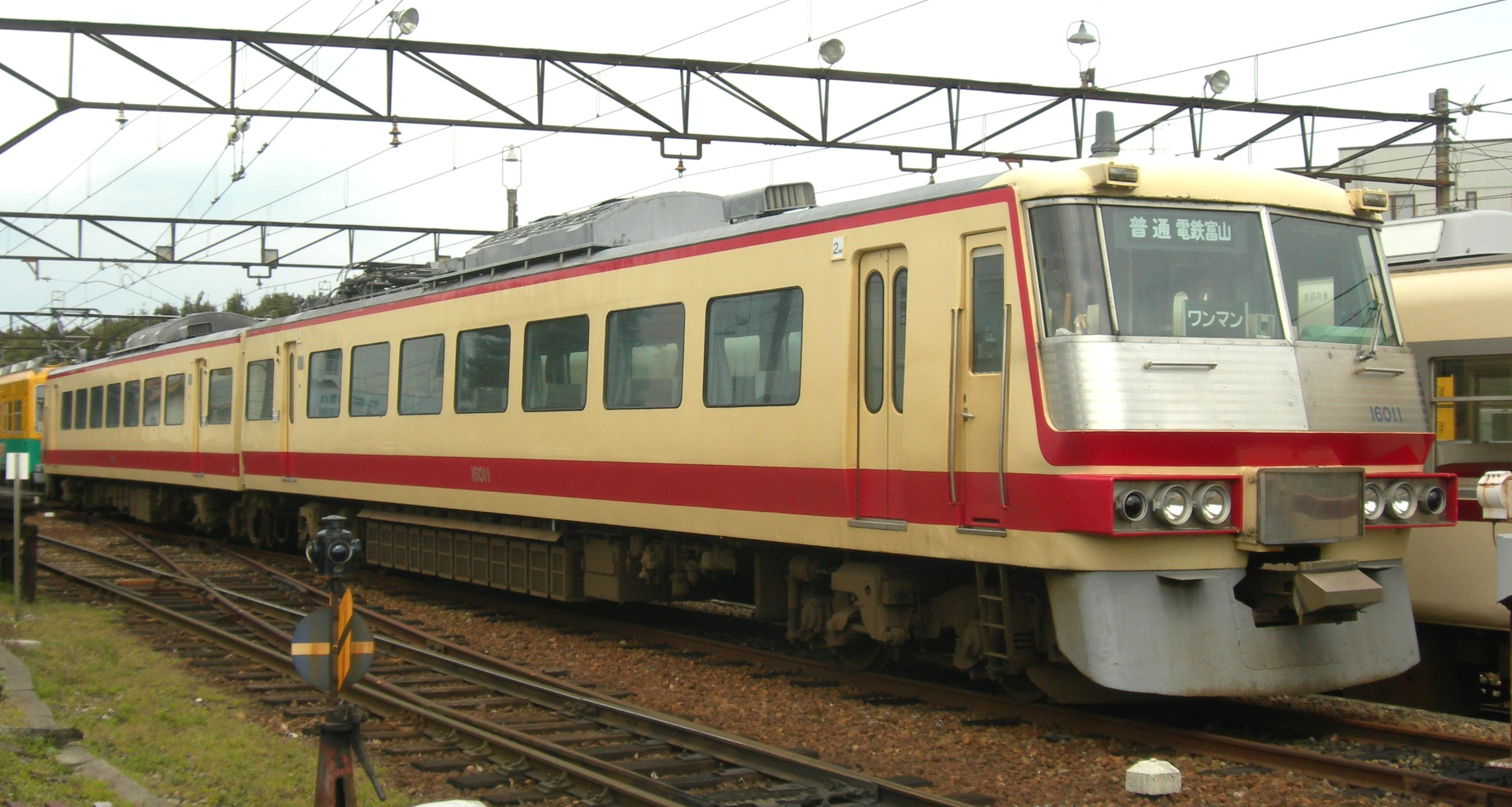
16010형
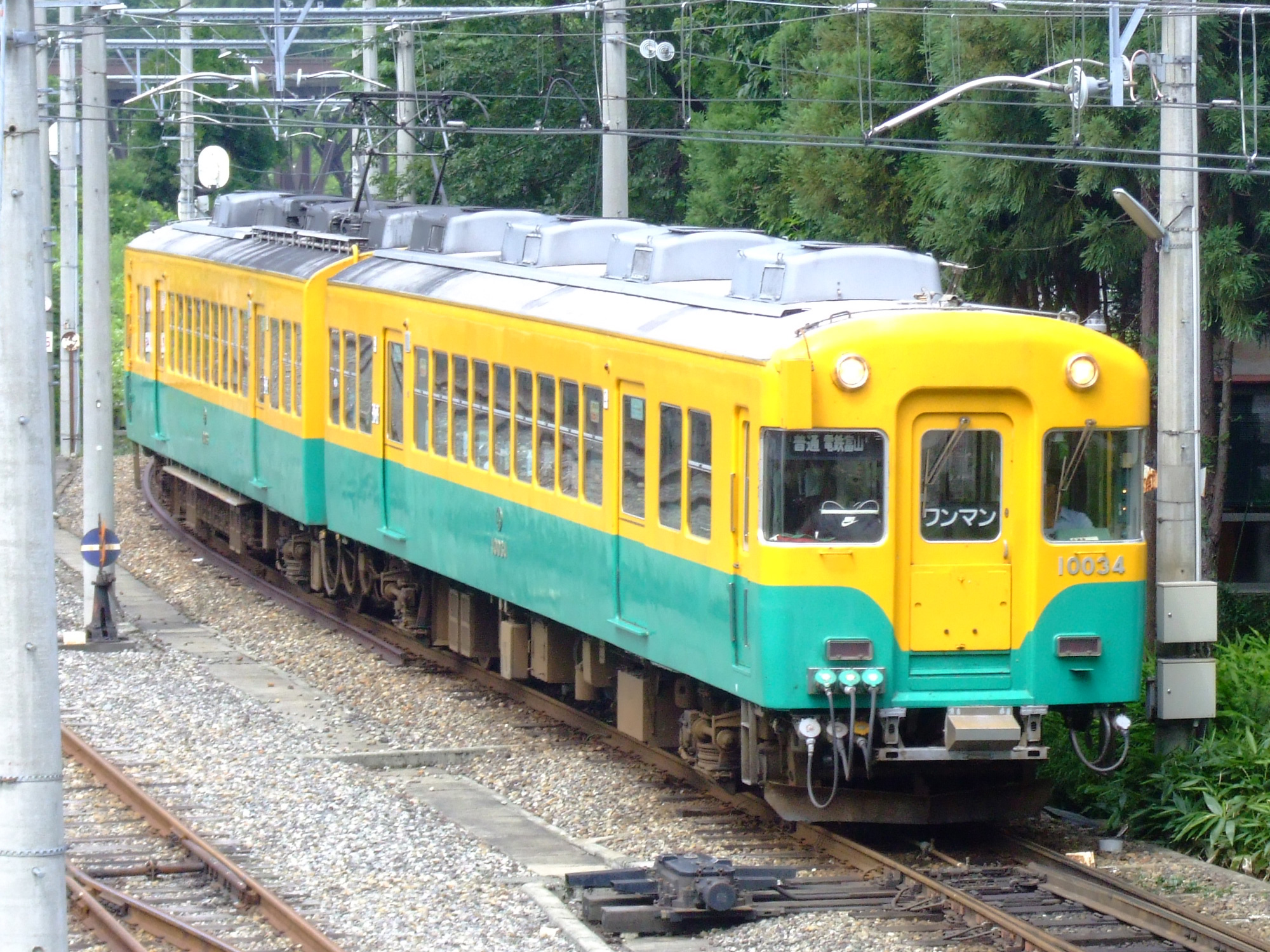
10030형
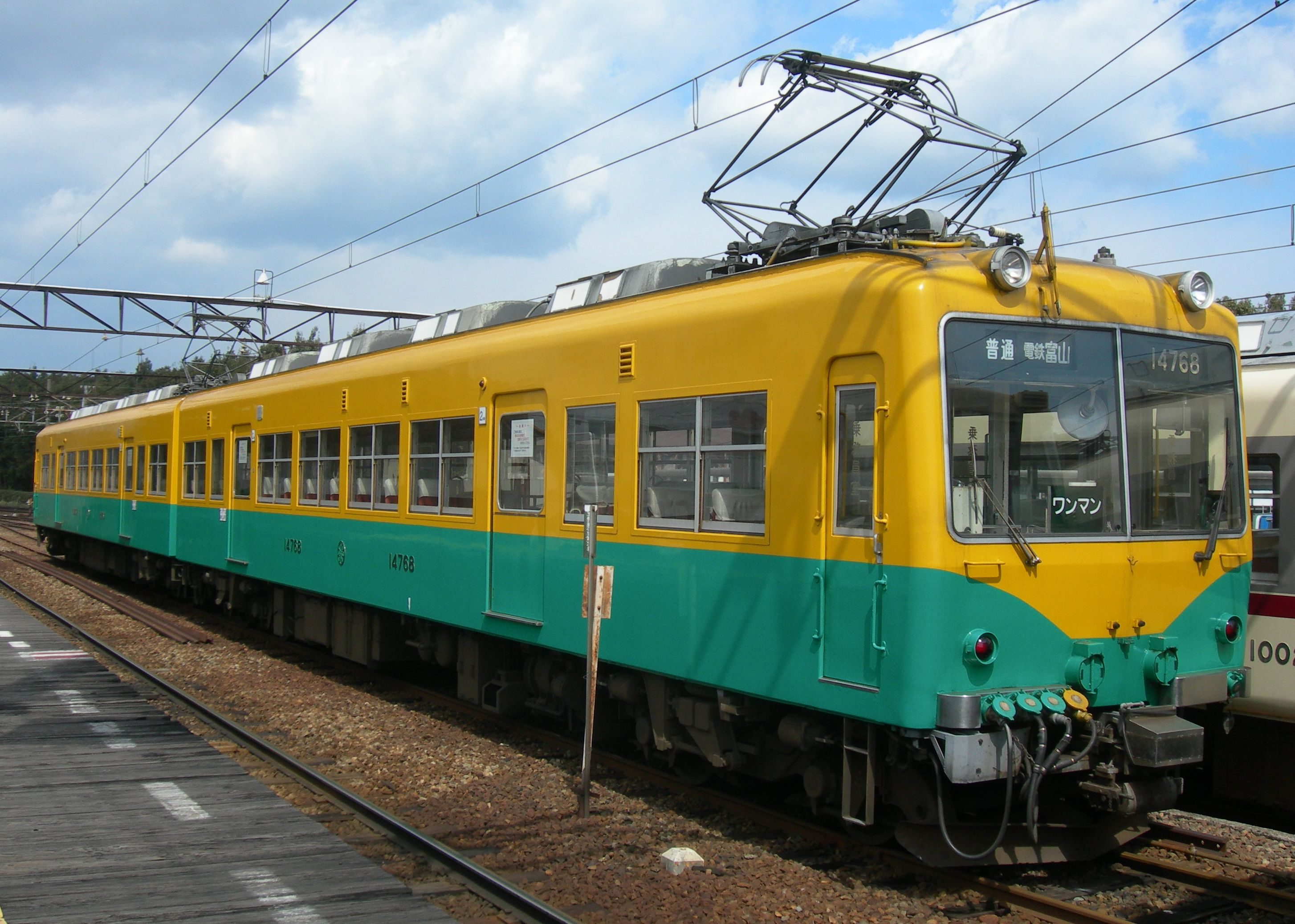
14760형
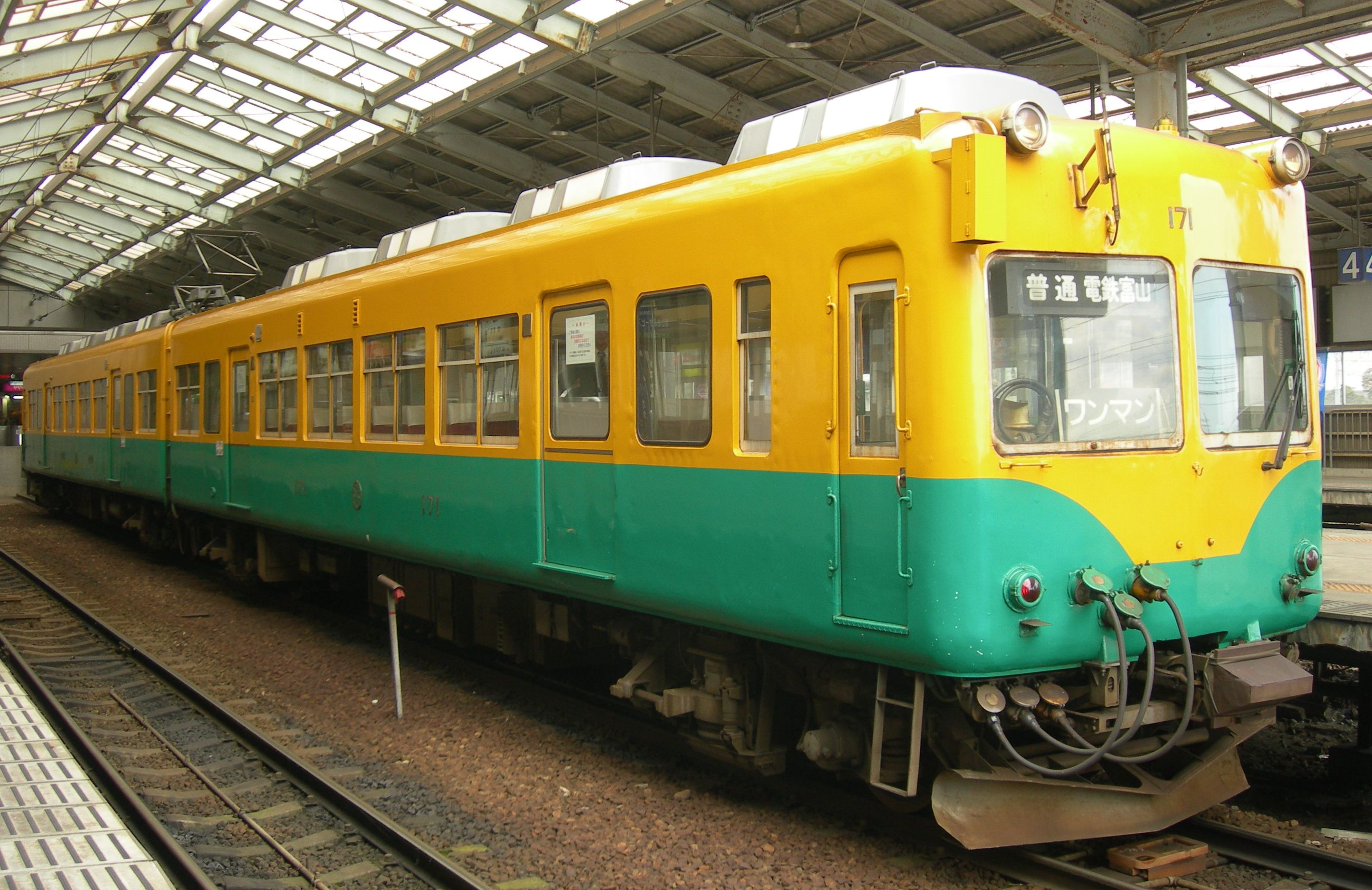
쿠하170형
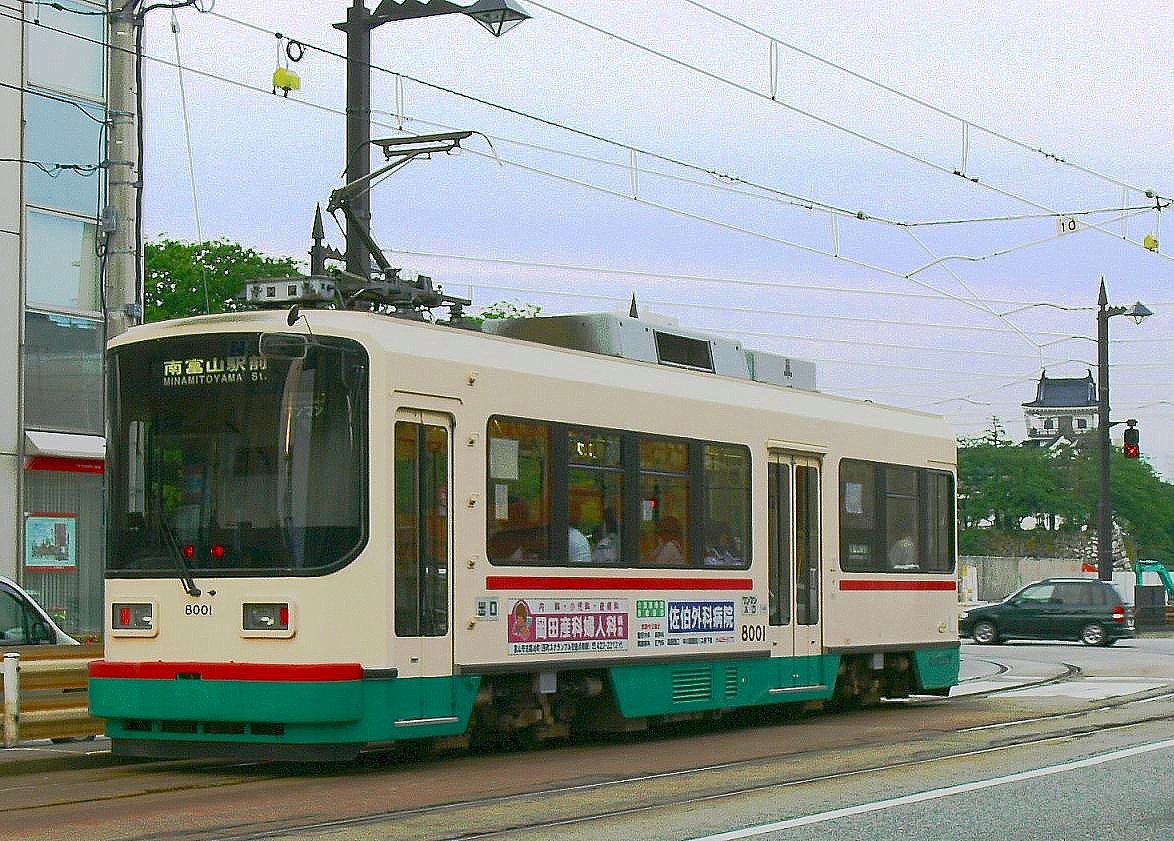
8000형

## 버스 사업

### 고속 도로 버스
- 도야마 - 도쿄(도야마역 - 이케부쿠로역, 세이부 버스와 공동 운행함.)
- 도야마 - 오사카(도야마 역 - 교토역·신오사카역, 한큐 버스와 공동 운행함.)
- 도야마 - 나고야(도야마 역 - 메이테쓰 나고야 역, 메이테쓰 버스와 공동 운행함.)
- 도야마 - 센다이(도야마 역 - 센다이역, 미야기 교통과 공동 운행함, 밤에만 운행함.)
- 도야마 - 니가타(도야마 역 - 니가타역, 니가타 교통과 공동 운행함.)
- 도야마 - 가나자와(도야마 역 - 가나자와역 - 겐로쿠엔, 호쿠테쓰 가나자와 중앙 버스와 공동 운행함.)
- 도야마 - 다카야마(노히 승합 자동차와 공동 운행함.)
- 도야마 - 조하나(노히 승합 자동차와 공동 운행함.)

## 같이 보기
- 일본의 철도 회사 목록